# Евдокимов, Алексей Петрович
Алексе́й Петро́вич Евдоки́мов (1925—1943) — младший сержант Рабоче-крестьянской Красной армии, участник Великой Отечественной войн, Герой Советского Союза (1944).

## Биография
Алексей Евдокимов родился 8 февраля 1925 года в деревне Труняевка (ныне — Клинский район Московской области) в семье крестьянина. В 1943 году Евдокимов был призван на службу в Рабоче-крестьянскую Красную армию. С того же года — в боях Великой Отечественной войны, воевал на Центральном фронте, командовал пулемётным расчётом 467-го стрелкового полка 81-й стрелковой дивизии 61-й армии. Отличился во время битвы за Днепр.
1 октября 1943 года в районе города Любеч Евдокимов в составе группы переправился через Днепр, ворвался в немецкую траншею на западном берегу, уничтожив 11 солдат и офицеров противника. 2 октября он принял участие в отражении 6 контратак противника, уничтожив около взвода вражеской пехоты. 6 октября Евдокимов погиб в бою за деревню Глушец Лоевского района Гомельской области Белорусской ССР. Похоронен в деревне Деражичи того же района.
Указом Президиума Верховного Совета СССР «О присвоении звания Героя Советского Союза генералам, офицерскому, сержантскому и рядовому составу Красной Армии» от 15 января 1944 года за «образцовое выполнение боевых заданий командования по форсированию реки Днепр и проявленные при этом мужество и героизм» младший сержант Алексей Евдокимов посмертно был удостоен высокого звания Героя Советского Союза. Также был награждён орденом Ленина.
В честь Евдокимова названа улица в Твери.